# 川口パーキングエリア
川口パーキングエリア・川口ハイウェイオアシス（かわぐちパーキングエリア・かわぐちハイウェイオアシス）は、埼玉県川口市の首都高速道路川口線上にあるパーキングエリアおよびハイウェイオアシスである。
上り線（東京都心方面）にのみ設置されており、川口本線料金所の先左手から進入する。
2008年（平成20年）7月20日に、リニューアル工事が完了。首都高速道路株式会社は、2011年（平成23年）3月26日に、川口市との間で隣接し火葬場を併設した赤山歴史自然公園（イイナパーク川口）との一体整備をすることで合意しており、PA施設面積を拡充し、首都高速道路としては初めてのハイウェイオアシスとする計画を策定し、整備が行われ、2022年（令和4年）4月25日に開業した。なお、ハイウェイオアシス開業時から当パーキングエリアは「川口ハイウェイオアシス」として案内されることとなった。

## 接続道路
- 首都高速川口線

## 所在地
- 埼玉県川口市大字赤山430-1

## 施設
- 駐車場（首都高速道路側）
  - 小型：176台
  - 大型：31台
  - バス優先：12台
  - 身障者用：5台
  - 軽自動車用：2台
  - 電気自動車優先：1台

川口PA
- トイレ
  - 男：大5(和式1・洋式4)、小10
  - 女：17(和式1・洋式16)、男児用小便器1
  - 身障者用：1

ハイウェイオアシス
- トイレ
  - 男：大9、小24
  - 女：22
  - 親子：1
  - 身障者用：1
- レストラン（7:00 - 21:00）
- カフェ（7:00 - 21:00）
- 売店（7:00 - 21:00）
- 自動販売機
- 集会スペース
- 屋内遊具施設「ASOBooN」（平日10:00 - 17:00、土休日10:00 - 18:00）

赤山歴史自然公園（イイナパーク川口）
- 赤山歴史自然公園（イイナパーク川口）（9:00 - 18:00）
- 駐車場（公園側）
  - 小型：332台（園内88台・園外244台）
  - 大型：5台（園外5台）
  - 身障者用：3台（園内3台）

ハイウェイオアシス化前の旧川口PAの頃の施設は下記の通りである。
- 駐車場
  - 小型：86台
  - 大型：31台
  - 身障者用：2台
- トイレ
  - 男：大5、小11
  - 女：14
  - 身障者用：1
- 食堂（7:00 - 21:00）
- 売店（7:00 - 21:00）
- 自動販売機

## 歴史
- 1987年（昭和62年）9月9日：開業。
- 2008年（平成20年）7月20日：リニューアルオープン[1]。
- 2011年（平成23年）3月26日：川口市と首都高速道路が川口PAと赤山歴史自然公園をハイウェイオアシスとして一体整備する事で合意[2]。
- 2022年（令和4年）
  - 4月17日：PAの売店および食堂が閉店。4月18日 - 4月24日の間仮設店舗を設置[6]。
  - 4月25日：ハイウェイオアシスとしてリニューアルオープン。

### 旧施設ギャラリー

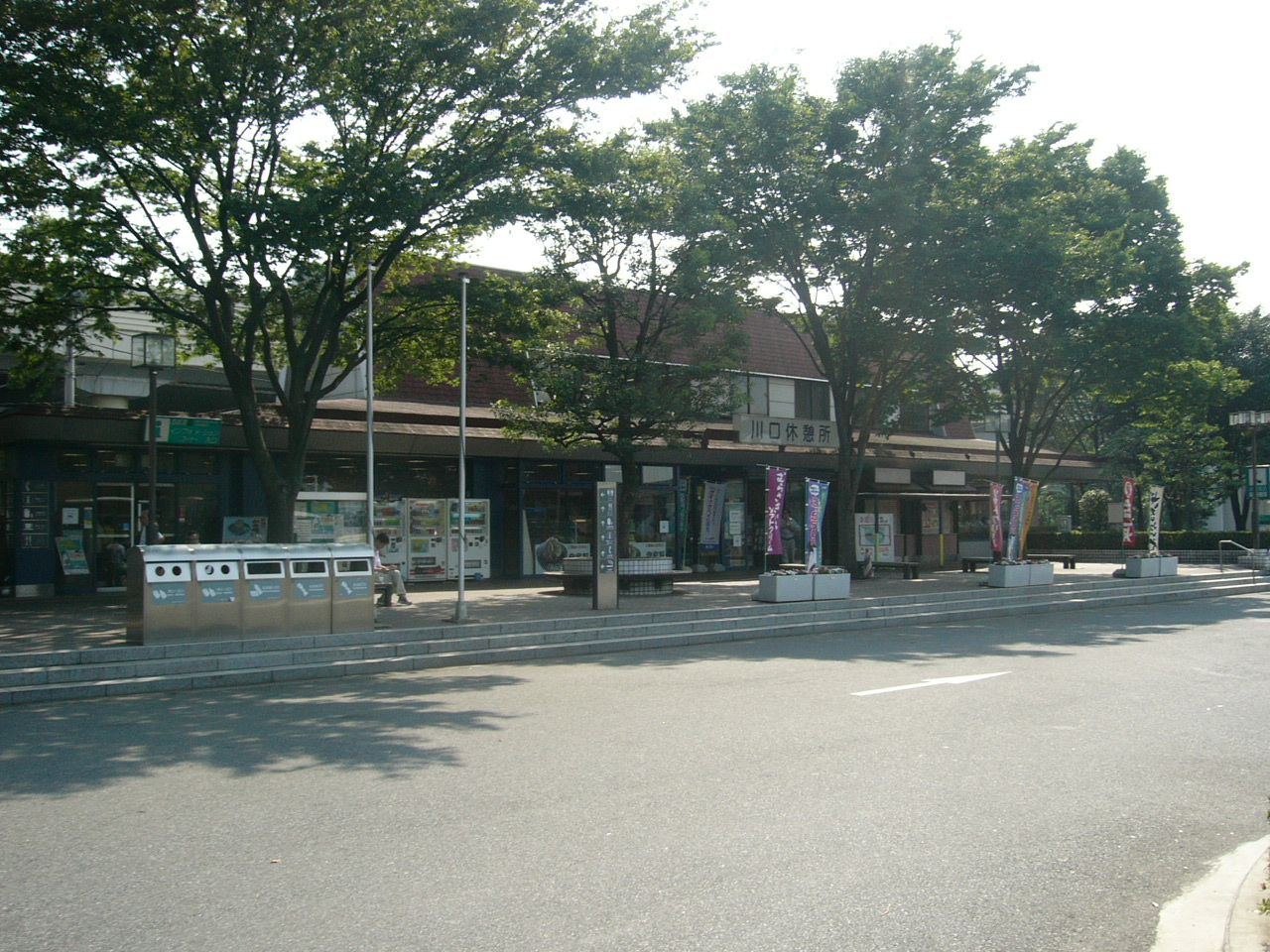
2006年8月
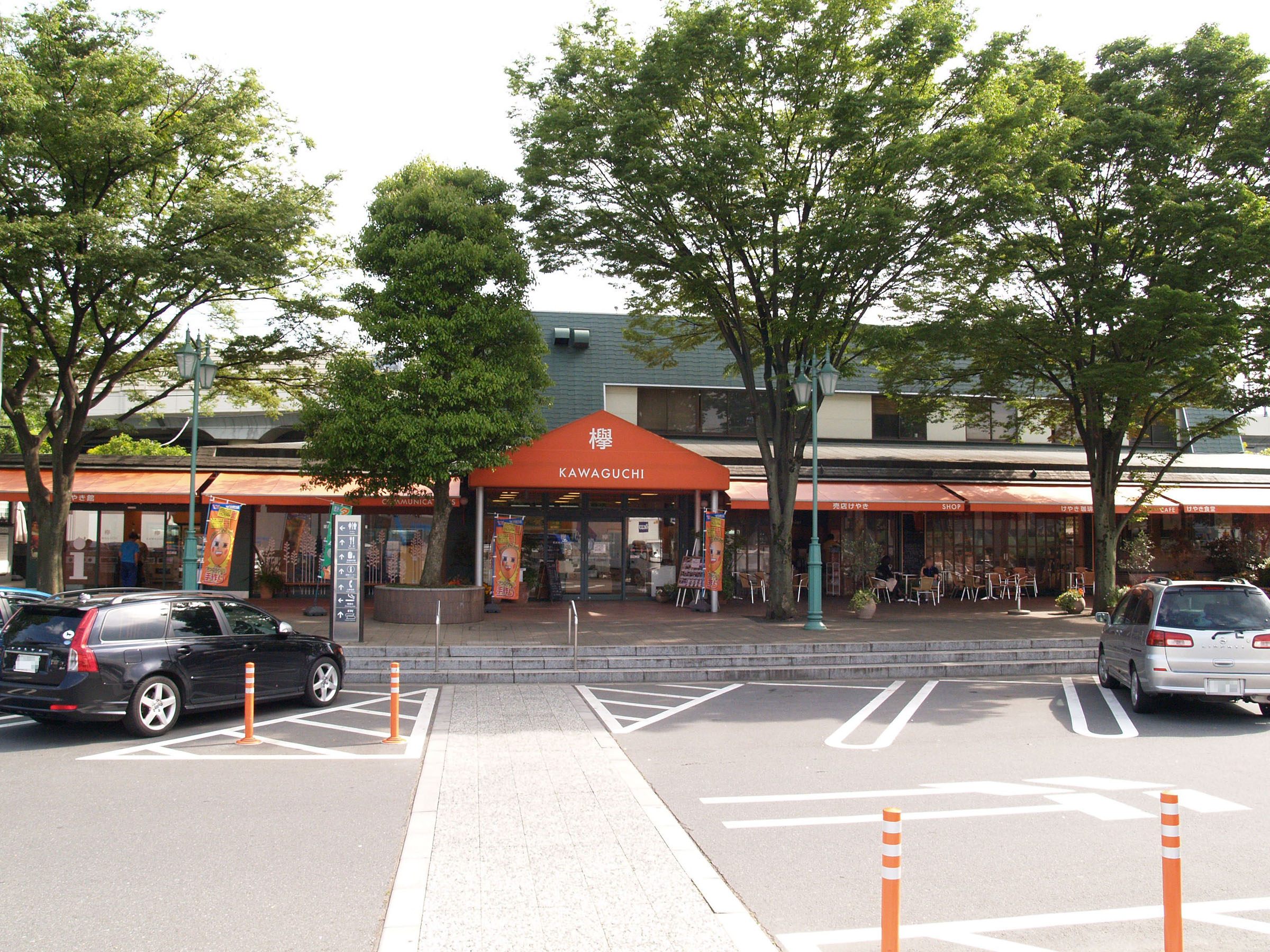
2011年5月

## 周辺
- 埼玉高速鉄道線（埼玉スタジアム線）新井宿駅
- 赤山城址

## 隣
首都高速川口線
(S09)安行出入口 - 川口ハイウェイオアシス（川口PA） - 川口TB - (S11)新井宿出入口